# سوبارو جی
سوبارو جی (Subaru G) خودرویی است که در سال‌های ۱۹۷۱ تا ۱۹۷۳تولید شده‌است. طراحی آن خودروهای موتور جلو-محور جلو بوده وزن آن در حالت طبیعی ۱٬۴۶۰ پوند (۶۶۲ کیلوگرم) است. سیستم جعبه‌دندهٔ آن به صورت دستی است.